# ايساو ايوابوشي
ايساو ايوابوشي (岩淵 功) (ولد 17 نوفمبر 1933) هو لاعب كرة قدم ياباني شارك في دورة الألعاب الأولمبية الصيفية عام 1956 في ملبورن.

## روابط خارجية
1. ↑   https://www.national-football-teams.com/player/50031/Isao_Iwabuchi.html. {{استشهاد ويب}}: |url= بحاجة لعنوان (مساعدة) والوسيط |title= غير موجود أو فارغ (من ويكي بيانات) (مساعدة)
2. ↑  Olympedia (بالإنجليزية), 2006, QID:Q95606922
3. ↑  "Isao Iwabuchi Biography and Statistics". Sports Reference. مؤرشف من الأصل في 2018-05-27. اطلع عليه بتاريخ 2009-06-15.
4. ↑  Isao Iwabuchi – سجل منافسات الفيفا

- ايساو ايوابوشي على موقع الاتحاد الدولي (مؤرشف)  (الإنجليزية)
- ايساو ايوابوشي على موقع ناشيونال فوتبول تيمز (الإنجليزية)
- ايساو ايوابوشي على موقع عالم كرة القدم.نت (الإنجليزية)
- ايساو ايوابوشي على موقع أوليمبيديا (الإنجليزية)